# Haupapa/Glacier Tasman
Le Haupapa/glacier Tasman est le plus grand glacier de Nouvelle-Zélande avec 27 kilomètres de longueur et couvrant une superficie de plus de 100 kilomètres carrés.

## Recul
À partir de 1890, le glacier commence à enregistrer un fort recul en volume de glace. Entre le XIXe siècle et 2016, le glacier aurait perdu trois quarts de sa masse glaciaire. Des années 1970 à 2019, le glacier a perdu 7 kilomètres de longueur.
Le 23 février 2011, un séisme provoque la chute d'un bloc de glace de 30 millions de tonnes du glacier. Le bloc mesurait 1,2 km de longueur, 600 mètres de hauteur, et 75 mètres de largeur. Il est tombé directement dans le lac Tasman où il s'est brisé en fragments, dont un de 250 mètres de longueur.
En janvier 2020, l'épaisse fumée jaune émanant d'incendies massifs en Australie provoque le jaunissement de la glace et de la neige du glacier.

## Lac Tasman
La fonte des glaces a provoqué en 1974 l'apparition d'un lac à l'extrémité du glacier, le lac Tasman. Depuis, il grandit rapidement.
En février 2013, des blocs de glace se détachent du glacier, l'un d'eux formant un iceberg de 650 mètres de long dans le lac.
En février 2019, une chute de glace équivalent à un quart du volume d'eau du lac tombe dans ses eaux. Il avait été estimé que la précédente chute de glace avait allongé le lac de 1,5 km.

## Tourisme

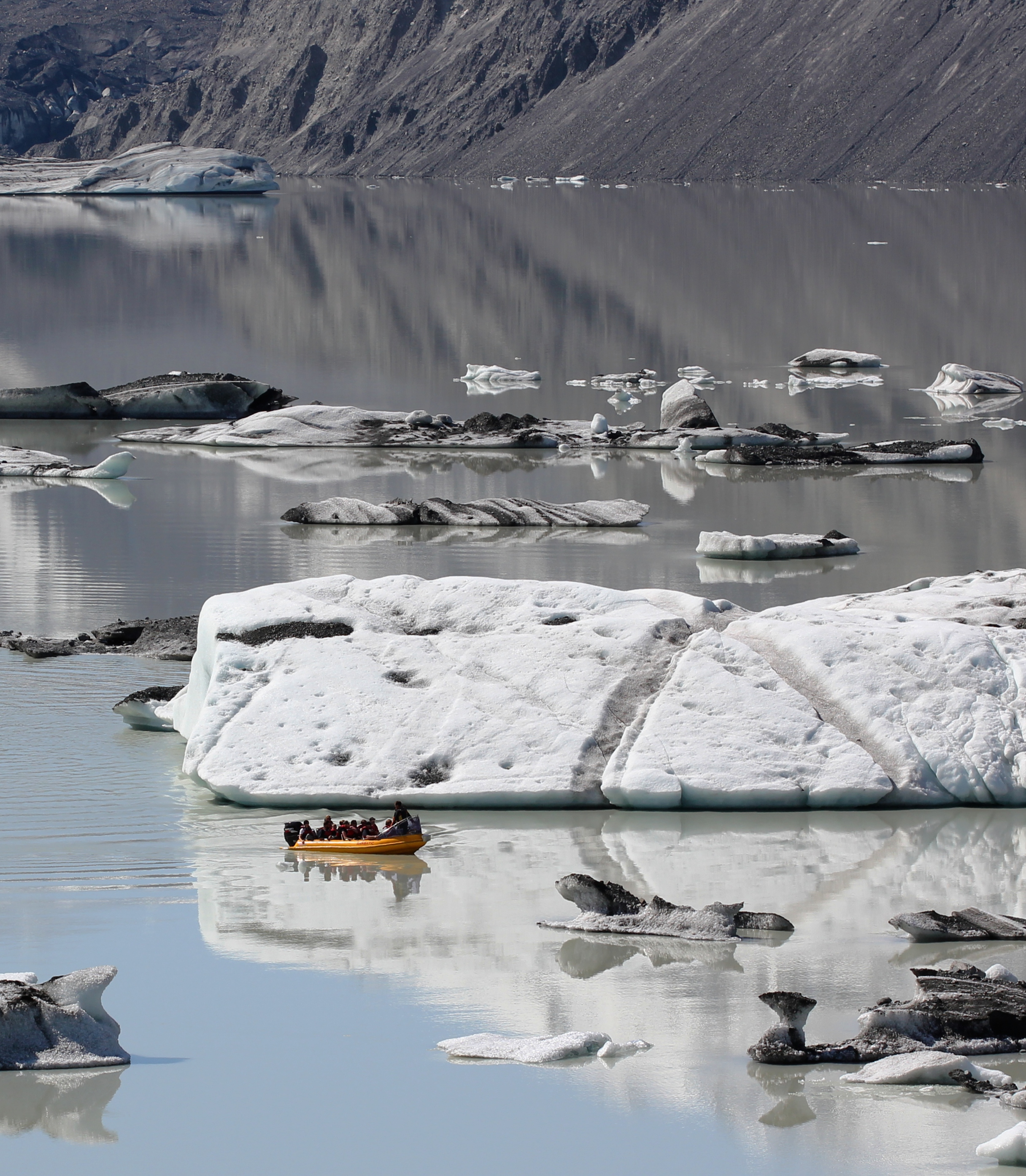
Touristes en excursion sur le lac Tasman.

Le ski est pratiqué sur le glacier.